# Lago Nerpič'e (territorio della Kamčatka)
Il lago Nerpič'e (in russo озеро Нерпичье, ozero Nerpičʹe) è un lago d'acqua salmastra situato sulla costa orientale della Kamčatka, nell'est della Russia. Si trova alla foce del fiume Kamčatka, a nord del golfo Kronockij. Il nome Nerpičʹe deriva dalla parola russa nerpa, che significa «foca d'acqua dolce».
Questo lago, profondo 148 metri (ma con profondità media di 51 m), è situato non lontano dal villaggio di Ust'-Kamčatsk, la principale città del rajon di Ust'-Kamčatsk, nel territorio della Kamčatka. Ust'-Kamčatsk sorge nel punto in cui le acque del lago si gettano nel mare. Con una superficie di 552 km², è il lago più grande della penisola. Antico golfo ormai quasi privo di collegamenti con il mare, il lago è oggi racchiuso dalla penisola della Kamčatka a nord del golfo che porta lo stesso nome. Una lingua di sabbia di 500 m di larghezza lo separa dal mare di Bering e lo trasforma in una laguna. Di forma irregolare, dà origine, a nord-est, al lago Kultučnoe (104 km²). In totale, si gettano nel lago 117 torrenti e ruscelli. A sua volta, dal lago Nerpič'e esce il torrente Ozёrnaja, un affluente del fiume Kamčatka.
Le sue acque pescose ospitano aringhe, salmoni, temoli e sperlani. Durante il periodo di fregola, il fiume Ozёrnaja è frequentato da diverse specie di salmoni del Pacifico. Sui banchi di sabbia presso la foce del fiume si incontrano leoni di mare di Steller e foche dagli anelli. L'avifauna che frequenta l'ambiente circostante è costituita da gabbiani, pulcinella cornuti e varie specie di anatre.